# بي فور بوي (فلم)
بي فور بوي (بالإنجليزية: B for Boy)، هُو فيلم دراما نيجيري صدر سنة 2013، وهُو من إخراج شيكا أنادو. فاز الفيلم بجائزة أفضل فيلم بلغة أفريقية خلال حفل توزيع جوائز الأكاديمية الأفريقية للأفلام العاشر.

## وصلات خارجية
- مقالات تستعمل روابط فنية بلا صلة مع ويكي بيانات